# Rodewisch
Rodewisch é um município da Alemanha, situado no distrito de Vogtlandkreis, no estado da Saxônia. Tem 26,88 km² de área, e sua população em 2019 foi estimada em 6.373 habitantes.